# Heroin in Tahiti
Gli Heroin In Tahiti sono un gruppo musicale italiano nato a Roma

## Storia
Gli Heroin in Tahiti nacquero a Roma nel 2010 (secondo altre fonti nel 2011) dall'incontro di Valerio Mattioli e Francesco De Figueiredo, tra i fondatori della rivista Nero. Stando alle parole di Mattioli, «Francesco voleva suonare i droni, io volevo suonare la roba twang, ci siamo incontrati a mezza strada.» Autoprodussero il loro primo EP con il titolo Death Surf, per poi approdare alla Boring Machines con l'LP omonimo.
In seguito pubblicarono altri 4 album ed uno split con gli Ensemble Economique.

## Discografia

### Album in studio
- 2012 – Death Surf
- 2013 – No Highway / Black Vacation (split con Ensemble Economique)
- 2014 – Canicola
- 2015 – Sun and Violence
- 2017 – Remoria
- 2018 – Casilina Tapes

### Singoli ed extended play
- 2011 – Death Surf EP
- 2014 – Peplum

### Antologie
- 2011 – Beko_Skrotup
- 2011 – Occulto Compilation #1
- 2015 – Nostra signora delle tenebre